# Норт-Гай-Шоулс (Джорджія)
Норт-Гай-Шоулс (англ. North High Shoals) — місто (англ. town) в США, в окрузі Оконі штату Джорджія. Населення — 552 особи (2020).

## Географія
Норт-Гай-Шоулс розташований за координатами 33°49′44″ пн. ш. 83°30′6″ зх. д. / 33.82889° пн. ш. 83.50167° зх. д. (33.828754, -83.501647).  За даними Бюро перепису населення США в 2010 році місто мало площу 6,46 км², з яких 6,36 км² — суходіл та 0,10 км² — водойми.

## Демографія
Згідно з переписом 2010 року, у місті мешкали 652 особи в 188 домогосподарствах у складі 168 родин. Густота населення становила 101 особа/км².  Було 199 помешкань (31/км²).
Расовий склад населення:
| - 94,2 % — білих - 3,1 % — чорних або афроамериканців - 1,1 % — азіатів - 0,2 % — корінних американців - 1,4 % — осіб інших рас |

До двох чи більше рас належало 0,2 %. Частка іспаномовних становила 3,7 % від усіх жителів.
За віковим діапазоном населення розподілялося таким чином: 29,6 % — особи молодші 18 років, 51,5 % — особи у віці 18—64 років, 18,9 % — особи у віці 65 років та старші. Медіана віку мешканця становила 41,3 року. На 100 осіб жіночої статі у місті припадало 87,9 чоловіків;  на 100 жінок у віці від 18 років та старших — 71,3 чоловіків також старших 18 років.
Середній дохід на одне домашнє господарство  становив 90 800 доларів США (медіана — 73 125), а середній дохід на одну сім'ю — 98 913 долари (медіана — 77 500). Медіана доходів становила 53 333 долари для чоловіків та 45 625 доларів для жінок. За межею бідності перебувало 7,4 % осіб, у тому числі 6,1 % дітей у віці до 18 років та 1,7 % осіб у віці 65 років та старших.
Цивільне працевлаштоване населення становило 317 осіб. Основні галузі зайнятості: освіта, охорона здоров'я та соціальна допомога — 33,8 %, роздрібна торгівля — 15,1 %, науковці, спеціалісти, менеджери — 9,5 %, будівництво — 8,2 %.